# Associazione Calcio Thiene 2001-2002
Questa pagina raccoglie le informazioni riguardanti l'Associazione Calcio Thiene nelle competizioni ufficiali della stagione 2001-2002.

## Rosa
| N. |                     | Ruolo | Calciatore        |
| -- | ------------------- | ----- | ----------------- |
|    | Italia (bandiera)   | C     | Daniele Arboit    |
|    | Italia (bandiera)   | A     | Cristian Baglieri |
|    | Italia (bandiera)   | C     | Daniele Bidese    |
|    | Italia (bandiera)   | D     | Enrico Bonaldo    |
|    | Svizzera (bandiera) | A     | Alain Borriero    |
|    | Italia (bandiera)   | D     | Simone Borriero   |
|    | Italia (bandiera)   | D     | Ivan Campese      |
|    | Italia (bandiera)   | D     | Alfonso Caruso    |
|    | Italia (bandiera)   | A     | Roberto Colussi   |
|    | Italia (bandiera)   | P     | Marco Corrà       |
|    | Italia (bandiera)   | A     | Davide Cosaro     |
|    | Italia (bandiera)   | D     | Fabio Cozza       |
|    | Italia (bandiera)   | A     | Tommaso Lazzaro   |
|    | Italia (bandiera)   | C     | Alberto Marchesan |

| N. |                   | Ruolo | Calciatore             |
| -- | ----------------- | ----- | ---------------------- |
|    | Italia (bandiera) | D     | Andrea Martignon       |
|    | Italia (bandiera) | A     | Mirco Mazzuccato       |
|    | Italia (bandiera) | D     | Ivan Moretto           |
|    | Italia (bandiera) | A     | Andrea Musacco         |
|    | Italia (bandiera) | D     | Giovanni Noro          |
|    | Italia (bandiera) | C     | Filippo Novello        |
|    | Italia (bandiera) | D     | Massimiliano Ossari    |
|    | Italia (bandiera) | D     | Matteo Pagani          |
|    | Italia (bandiera) | C     | Nicola Paolini         |
|    | Italia (bandiera) | C     | Federico Perugini (II) |
|    | Italia (bandiera) | C     | Mirco Simonato         |
|    | Italia (bandiera) | P     | Marco Zuccher          |
|    | Italia (bandiera) | C     | Luigi Zuccon           |